# Покрајинска влада Милана Сршкића
Покрајинска влада Милана Сршкића је била прва Покрајинска управа покрајине Босна и Херцеговина у Краљевини СХС. Формирана је 11. јула 1921. и трајала је до 26. августа 1922. године.

## Састав Владе
| Функција                         | Слика | Име и презиме | Странка | Детаљи |
| -------------------------------- | ----- | ------------- | ------- | ------ |
| Председник владе                 |       | Милан Сршкић  |         |        |
| повереници                       |       |               |         |        |
| Повереник за унутрашње послове   |       |               |         |        |
| Повереник за пољопривреду и воде |       |               |         |        |
| Повереник за правосуђе           |       |               |         |        |
| Повереник за просвету и веру     |       |               |         |        |
| Повереник за социјалну политику  |       |               |         |        |